# Zelena mošeja, Bursa
Zelena mošeja (turško Yeşil Camii), znana tudi kot mošeja Mehmeda I., je del večjega kompleksa (turško külliye) na vzhodni strani Burse v Turčiji, nekdanje prestolnice osmanskih Turkov, preden so jih zavzeli Konstantinopel leta 1453. Kompleks je sestavljen iz mošeje, turbe, medrese, kuhinje in kopalnice. Ime Zelena mošeja izvira iz zelenih in modrih notranjih okraskov iz ploščic.

## Zgodovina

### Gradnja
Zelena mošeja se pogosto obravnava kot vrhunec zgodnjega osmanskega arhitekturnega sloga, predvsem zaradi stopnje estetskega in tehničnega mojstrstva, prikazanega v mošeji.
Zeleno mošejo je dal zgraditi sultan Mehmed I. Čelebi, ki je vladal od leta 1413 do 1421, po boju proti svojim bratom za ponovno združitev Osmanskega cesarstva. Mošejo so začeli graditi leta 1412 in glede na napis nad njenim vhodnim portalom je bila dokončana decembra 1419 ali januarja 1420 (Dhu'l-Hijja 822 AH). Gradnjo je nadzoroval arhitekt in mecen umetnosti, vezir Hacı İvaz Paša, ki je bil poveljnik pod Mehmedom I. Po njegovi smrti je bil Mehmed I. pokopan v mavzoleju, imenovanem Zelena grobnica, ki ga je dal zgraditi njegov sin in naslednik Murat II., ki je znotraj kompleksa. Gradnja grobnice je bila končana maja 1421.
Dekorativna dela na mošeji so se nadaljevala po smrti Mehmeda I.. Kaligrafski napis v sultanovi loži nad vhodom beleži, da je okrasje dokončal avgusta 1424 (ob koncu ramazana 827) Nakkas ("Umetnik") Ali bin Ilyas Ali. Verjame se, da je Ali bin Ilyas Ali na pomoč pripeljal raznoliko skupino obrtnikov, imenovanih »Mojstri iz Tabriza«. To temelji na napisu na ploščicah okoli mihraba mošeje, ki je podpisan kot »delo mojstrov iz Tabriza«. Tabriz, vidno umetniško in kulturno središče v zahodnem Iranu, je bil še posebej pomemben kanal, prek katerega je timuridski vpliv prispel v Zeleno mošejo, saj so jo v 14. in 15. stoletju osvajali Timuridi. Po poročanju zgodovinarja iz 15. stoletja Aşıkpaşazadeja je Hacı İvaz Paša »pripeljal mojstre in izkušene ljudi iz tujih dežel«, da bi pomagali pri gradnji mošeje. Drug perzijski napis znotraj kraljeve lože nad vhodom identificira Mehmeda el-Mecnuna (Mehmet Nori) kot umetnika, ki je okrasil keramiko mošeje. Strokovnjakinja Patricia Blessing ugotavlja, da natančne vloge vsake osebe, imenovane na napisih, še vedno niso določene, saj terminologija, uporabljena v teh zgodovinskih besedilih, danes ni popolnoma razumljena.

### Obnove
Zaradi potresa v Bursi z magnitudo 7,5 leta 1855 je bil kompleks leta 1863 obsežno prenovljen, kar je načrtoval francoski arhitekt in umetnik Léon Parvillée. Natančen datum dokončanja ni znan. Ahmet Vefik Paša, regionalni upravitelj zahodne Anatolije in pokrovitelj ohranjanja osmanske kulturne dediščine, je Parvilléeja prosil, naj obnovi glavne kraljeve spomenike v mestu iz 14. in 15. stoletja. V tem obdobju se je Bursa spreminjala v sodobno mesto.
Parvillée je prvič obiskal osmansko prestolnico Carigrad leta 1851, kasneje leta 1855 pa se je tja preselil. Delal je kot dekorater, izvajalec in arhitekt.[12] Parvillée je bil dobro seznanjen z glavnimi vidiki zgodnjega otomanskega sloga zaradi svojih izkušenj z življenjem in delom v regiji ter obsežnega raziskovanja teme. Francoski konzul v Bursi je leta 1906 izjavil, da je Parvillée ostal v Bursi od 1862 do 1867, vendar je to sporno. Ni jasno, ali je Parvillée le načrtoval obnovo in nato zapustil Burso ali pa je ostal, da bi nadzoroval izvedbo svojih specifikacij. V vsakem primeru je dokumentirano, da se je Parvillée do leta 1867 vrnil v Pariz, da bi načrtoval in zgradil turški paviljon, prikazan na razstavi Universelle.
Parvillée je sodeloval pri obnovi notranjosti in zunanjosti mošeje, vključno s ploščicami. Parvillée je obnovil ploščice s črno črto na portalu mošeje. Oba minareta je Parvillée obnovil na stari podlagi. Polikromne poslikane dekoracije, ki so prej krasile zgornje dele sten in stropov, niso obnovili.
Med drugim projektom obnove, ki je potekal od leta 1941 do 1943, je bila keramična obloga ploščic odstranjena in ponovno nameščena.
Zelena mošeja je bila deležna še ene prenove, ki se je začela leta 2010 in je bila ponovno odprta 11. maja 2012, kar je stalo 1,8 milijona turških lir.

### Današnji dan
Zelena mošeja je zdaj priljubljena turistična destinacija v Bursi. Od leta 2014 je del Unescove svetovne dediščine okoli zgodovinske Burse.

## Arhitektura

### Postavitev
Zelena mošeja temelji na obrnjenem T-tlorisu in je dvonadstropna stavba kockaste oblike s prizidkom na južni strani. Mošeja ima preddverje ob vhodu, ki vodi po kratkem stopnišču do osrednje molitvene dvorane. To stopnišče ima na vsaki strani štiri marmornate luknje papuçluk) za copate. Ti arhitekturni vključki kažejo, da je bilo dvorišče prej tlakovano, čeprav je zdaj prekrito s preprogo.
Osrednjo dvorano, ki poteka od severa proti jugu, na vzhodu in zahodu obdajata ivana (eyvans). Oba imata kupolo in sta visoka dve nadstropji. Obstaja dvoje vrat, manjših ivanov, ki povezujejo vogalne sobe v prvem nadstropju, ki so podobne tistim na severni strani stavbe, vsaka pa vsebuje kamin. Osrednji hodnik v smeri sever–jug seka daljši hodnik v smeri vzhod–zahod.
Znotraj osrednjega hodnika glavna dvorana vsebuje osmerokotno fontano iz belega marmorja z bazenom pod osrednjo kupolo – najvišjo kupolo v mošeji – ki je osvetljena z lanterno nad glavo. Na obeh straneh bazena dva nadaljnja ivana vodita do sob za potujoče derviše, medtem ko višje dvignjen ivan neposredno za vodo (gledano z vhoda v osrednjo dvorano) vodi do same molitvene dvorane. V tem ivanu je mihrabska niša na južni (kibla) strani mošeje, pa tudi dva niza štirih oken.
Takoj za vhodom v Zeleno mošejo je preddverje. Od tod se v obe smeri raztezajo široki hodniki, uokvirjeni z bizantinskimi stebri, ki se končajo s stopnišči, ki vodijo v kraljeve dvorane. Te kotne sobe gledajo na notranje dvorišče in se povezujejo s še eno majhno sobo, ki vodi do kraljeve lože, ki dejansko deluje kot še en ivan. Te komore vsebujejo zavita stopnišča, ki vodijo do podstrešij. Med temi kotnimi prostori se odpira prehod na balkone na severni fasadi, kjer se začenjajo stopnice minareta. Dva minareta drug proti drugemu na severni fasadi sta bila kasneje dograjena. Veranda je bila zasnovana, vendar nikoli zgrajena.

### Zunanjost
Marmorne plošče, ki so bile večinoma zamenjane v 19. stoletju, prekrivajo stavbo mošeje iz klesanega peščenjaka. Vrata so okronana s polovično kupolo s kaskado muqarnas, katerih lice je prekrito z arabeskami in napisi Rumi. Nad nišama na vsaki strani vhodnih vrat je napis, posvečen Hacı İvaz paši, načrtovalcu mošeje. Med napisom in muqarnami je majhno okno, ki osvetljuje pot do sultanove lože.
Kupole na vrhu stavbe so bile prvotno prekrite z modrimi in zelenimi ploščicami, zdaj pa so oblečene v svinec. V kupolah in na zunanjih stenah so okna, prebodena v bobne. Okul nad umivalnikom v osrednji dvorani je bil ob obnovi obdan z lanterno.
Oba minareta sta bila ob prenovi opremljena s kamnitima zvonikoma, izklesanima v baročnem slogu. Do njih je mogoče dostopati le skozi sultanove apartmaje in z vzponom po zavitih stopnicah na podstrešja.

## Dekoracija

### Ploščice
Zelena mošeja uporablja izrazito raznoliko paleto tehnik polaganja ploščic (vključno s ploščicami s črnimi črtami (ki jih pogosto zamenjujejo, vendar so tehnično ločene od ploščic cuerda seca), enobarvnimi ploščicami pod glazuro, mozaikom in poslikanim reliefom iz terakote) in barvami (vključno z zeleno, modro, turkizno, belo, rumeno, svetlo vijolično in temno vijolično). Ploščice s črnimi črtami, ki sestavljajo večino ploščic v mošeji, odražajo obsežen timuridski vpliv, ki se je pojavil s pogostimi vdori cesarstva na osmanska ozemlja. Ta vpliv je mogoče opaziti tudi v timuridski keramiki in arhitekturi v Srednji Aziji, kot je mavzolej v kompleksu svetišča Šah-i Sinda. Poleg tega napis nad mihrabom označuje ploščice s črnimi črtami kot amal-i ustādhān-i Tabrīz (»delo mojstrov iz Tabriza«), ki ga spremlja dvostih perzijskega pesnika Sadija. Medtem modro in turkizno zastekljene ploščice v vhodnem hodniku in ivanih ter z zlatom okrašene zelene šesterokotne ploščice v ivanih  razkrivajo seldžuški vpliv (ki ga lahko opazimo tudi v medresi Karatay v Konyi).

#### Notranja dekoracija ploščic
Na hodniku, ki povezuje vežo z molitveno dvorano, pokrivajo stene temno zelene šesterokotne ploščice, ki jih na sredini vsake stene prekinja velik krog. Ti krogi imajo zapleteno cvetlično arabesko v ploščicah s črnimi črtami, glaziranimi v beli, rumeni, zeleni in modri barvi.
Vdolbine mahfilov (dvignjena ploščad ali tribuna v mošeji), ki obdajajo odprtino v molitveno dvorano, so prekrite s podobnimi temnozelenimi šesterokotnimi ploščicami z zlatim okrasjem, z veliko, zapleteno arabesko na vsakem stropu.
Več teh temnozelenih šesterokotnih ploščic, okrašenih z debelo plastjo zlata, prekriva velike ivane, ki obdajajo molitveno dvorano. Te ploščice obdaja ozek cvetlični pas s črno črto, na vrhu pa je večji pas s črno črto z belim in zlatim napisom na modrem ozadju.
V sami molitveni dvorani temno zelene šesterokotne in trikotne ploščice (vključno z nekaterimi zamenjavami iz 19. in 13. stoletja) pokrivajo spodnje dele sten.
Mihrab in njegov okvir iz oblikovanih ploščic ima široko paleto slogov, oblik in barv ploščic. Kvadratne ploščice s črnimi črtami, glazirane v modri, vijolični, beli in rumeni barvi, pokrivajo notranjost mihraba z geometrijskimi motivi. Enako barvite rastlinske arabeske, sestavljene iz kvadratnih in pravokotnih ploščic s črnimi črtami, krasijo vretena. Dvanajst vrst muqarnas in dva rebrasta stebra mihrabske niše imajo podobno zapletene in barvite ploščice.
V sultanovi loži so stene in strop pokriti s pozlačenimi ploščicami s črnimi črtami, ki prikazujejo motive zvezd in mnogokotnikov. V nasprotju s temi geometrijskimi motivi je obroba iz črnih ploščic okoli odprtine v mošejo okrašena z rastlinskimi motivi.

### Rezbarije
Izrezljani okraski so vzdolž vseh zunanjih elementov mošeje, od vhoda v mihrabe do okenskih okvirjev. Sprednji portal mošeje je izdelan iz izrezljanega marmorja in ima visoko, vdolbino muqarnas nišo z edinstvenim marmornatim timpanonom (okrašenim z arabeskami), ki uokvirja bočna okna. Ta portal, uokvirjen s cvetličnimi rezbarijami in svetim spisom, se sklicuje na podobne portale, ki so jih našli v seldžuških mošejah, medresah in mavzolejih.
Dve sobi tabhane, povezani z osrednjim hodnikom, namenjeni za bivanje popotnikov, vsebujejo izrezljane mavčne niše in očake (ognjišča z visoko napo). V loku nad enimi od njenih vrat je vtisnjen trivrstični kaligrafski napis.

### Galerija
- Pročelje in zahodna stran mošeje
- Vhod v mošejo z izrezljanim portalom muqarnas
- Zapleteno izrezljan marmorni timpanon nad zunanjim oknom mošeje
- Zapleteno izrezljan marmorni timpanon nad zunanjim oknom mošeje
- Marmorni vodnjak v osmerokotnem bazenu v molitveni dvorani
- Molitvena dvorana
- Mihrab mošeje. Nad mihrabom je napis v perzijščini, ki se glasi amal-i ustādhān-i Tabrīz (delo mojstrov iz Tabriza).
- Odprtina v sultanovo ložo v drugem nadstropju, kot je videti iz molitvene dvorane
- Kaligrafski napis nad vrati tabhane sobe
- Pogled na kupole
- Pozlačen okras ploščic v enem od stranskih ivanov
- Okras s ploščicami s črno črto znotraj mošeje
- Ploščice s črno črto, ki krasijo mihrab
- Ploščica iz Yeşil Türbe (Zelena grobnica), ki je bila v istem kompleksu kot Zelena mošeja. Podobno barvite in zapletene ploščice so bile uporabljene v celotni Zeleni mošeji, zlasti v mihrabu.